# Renata Fronzi
Renata Mirra Ana Maria Fronzi (Rosário, 1º agosto 1925 – Rio de Janeiro, 15 aprile 2008) è stata un'attrice brasiliana.

## Biografia
Renata Fronzi, figlia d'arte, nacque in Argentina da una coppia di attori livornesi, che si stabiliranno subito dopo in Brasile.
Iniziò il suo percorso artistico in teatro, nella compagnia di Eva Todor: sulle scene ebbe alcune occasioni per mettersi in luce anche come ballerina. In seguito apparve varie volte sul grande schermo. Ma soprattutto prese parte a un gran numero di telenovelas, venendo generalmente scritturata per ruoli di un certo spessore. Il pubblico italiano la ricorda tra gli interpreti della telenovela Samba d'amore, ma anche per la sua partecipazione in un film diretto da Giovanni Veronesi, Il barbiere di Rio, come sorella del protagonista interpretato da Diego Abatantuono.
Morì nel 2008 per complicazioni del diabete di tipo 2. 

## Vita privata
Ebbe due figli, nati dal matrimonio con lo speaker radiofonico Cesar Ladeira, che la lasciò vedova nel 1989.

## Filmografia

### Cinema
- Fantasma Por Acaso, regia di Moacyr Fenelon (1946)
- Toda a Vida em Quinze Minutos, regia di Pereira Dias (1953)
- Carnaval em Lá Maior, regia di Adhemar Gonzaga (1955)
- Guerra ao Samba, regia di Carlos Manga (1956)
- De Pernas Pro Ar, regia di Victor Lima (1956)
- Treze Cadeiras, regia di Franz Eichhorn (1957)
- Garotas e Samba, regia di Carlos Manga (1957)
- Espírito de Porco, regia di Victor Lima (1957)
- Pé na Tábua, regia di Victor Lima (1958)
- Massagista de Madame, regia di Victor Lima (1958)
- Hoje o Galo Sou Eu, regia di Aloisio T. de Carvalho (1958)
- É de Chuá, regia di Victor Lima (1958)
- Pistoleiro Bossa Nova, regia di Victor Lima (1959)
- Garota Enxuta, regia di J.B. Tanko (1959)
- Vai Que É Mole, regia di J.B. Tanko (1960)
- Marido de Mulher Boa, regia di J.B. Tanko (1960)
- Briga, Mulher e Samba, regia di Sanin Cherques (1960)
- O Homem Que Roubou a Copa do Mundo, regia di Victor Lima (1961)
- Quero Essa Mulher Assim Mesmo, regia di Billy Davis e Ronaldo Lupo (1963)
- As Aventuras de Chico Valente, regia di Ronaldo Lupo (1968)
- Papai Trapalhão, regia di Victor Lima (1968)
- Salário Mínimo, regia di Adhemar Gonzaga (1970)
- Como Ganhar na Loteria sem Perder a Esportiva, regia di J.B. Tanko (1971)
- Um Soutien Para Papai, regia di Carlos Alberto de Souza Barros (1975)
- Este Rio Muito Louco, regia di Geraldo Brocchi, Luiz de Miranda Corrêa e Denoy de Oliveira (1977) - (episodio "Kiki Vai à Guerra")
- Como Matar Uma Sogra, regia di Luiz de Miranda Corrêa (1978)
- Mulher de Programa, regia di Luiz de Miranda Corrêa (1981)
- Il barbiere di Rio, regia di Giovanni Veronesi (1996)
- Copacabana, regia di Carla Camurati (2001)
- Dead in the Water, regia di Gustavo Lipsztein (2002)
- Coisa de Mulher, regia di Eliana Fonseca (2005)

### Televisione
- O Rei dos Ciganos - serial TV (1966)
- A Família Trapo - serial TV (1967)
- Minha Doce Namorada - serial TV (1971)
- Bicho do Mato - serial TV (1972)
- Satiricom - serial TV (1973)
- O Semideus - serial TV (1973)
- A Patota - serial TV, 101 episodi (1972-1973)
- A Cartomante, regia di Domingos de Oliveira e Regina Duarte - film TV (1974)
- Corrida do Ouro - serial TV, episodio 1x01 (1974)
- Planeta dos Homens - serial TV (1976)
- Pecado Rasgado - serial TV, 1 episodio (1978)
- Samba d'amore (Chega Mais) - serial TV (1980)
- Dulcinéa Vai à Guerra - serial TV (1980)
- Jogo da Vida - serial TV, episodio 1x01 (1981)
- Mamma Vittoria (Pão-Pão, Beijo-Beijo) - serial TV (1983)
- Transas e Caretas - serial TV, 1 episodio (1984)
- Corpo a corpo - serial TV, 1 episodio (1984)
- Bronco - serial TV (1987)
- Delegacia de Mulheres - serial TV, episodio 1x06 (1990)
- Mico Preto - serial TV, 1 episodio (1990)
- A História de Ana Raio e Zé Trovão - serial TV (1990)
- Cupido Electrónico - serial TV, episodio 1x23 (1993)
- Memorial de Maria Moura - miniserie TV, 24 episodi (1994)
- A Idade da Loba - serial TV (1995)
- Malhação de Verão - miniserie TV, 25 episodi (1996)
- Malhação - serial TV, 18 episodi (1996-1997)
- Você Decide - serial TV, episodio 8x40 (1999)